# Unitaid
Unitaid est une organisation internationale d'achats de médicaments, chargée de centraliser les achats de traitements médicamenteux afin d'obtenir les meilleurs prix possibles, en particulier à destination des pays en voie de développement. Unitaid est financé par une taxe de solidarité sur les billets d'avion, adoptée par certains pays. Cet impôt a été proposé au départ par les présidents français Jacques Chirac et brésilien Luiz Inácio Lula da Silva. Unitaid a été créée en septembre 2006, lors de l’Assemblée générale de l’Organisation des Nations unies.
L'opération est destinée à lutter principalement contre les pandémies (sida, paludisme, tuberculose) à l'origine de 6 millions de morts par an dans le monde.
Les premiers résultats d'Unitaid sont très encourageants : il a notamment réussi à faire baisser de 40 % le prix des traitements contre le virus de l'immunodéficience humaine (VIH) pour les enfants, et de 25 % (pour les pays à faible revenu) à 50 % (pays à revenu intermédiaire) le prix des traitements de 2e intention,.
Depuis sa création en 2006, Unitaid a reçu environ 2,5 milliards d'euros de contributions de donateurs dont les principaux sont la France, le Royaume-Uni, la Norvège, la Fondation Bill & Melinda Gates, le Brésil, l'Espagne, la république de Corée et le Chili. Son siège est à Genève (Suisse). Son budget pour 2020 était d'environ 250 millions US$, et les fonds d'Unitaid sont dépensés à 85 % dans des pays à faible revenu.

## Chronologie du projet
- 2003 : les présidents Lula et Chirac discutent de l'idée d'une taxe sur les billets d'avion.
- septembre 2004 : publication du rapport Landau sur les financements innovants : Les nouvelles contributions financières internationales[5] dont les rapporteurs étaient Bertrand Badré, Gilles Mentré et Corso Bavagnoli.
- 14 juillet 2005 : Lula étant invité de Chirac à l'occasion de la fête nationale, Philippe Douste-Blazy leur soumet l'idée de Bill Clinton d'utiliser les fonds pour créer une centrale d'achats de médicaments.
- 14 septembre 2005 : déclaration sur les sources innovantes de financement du développement, à l'occasion du sommet de New York sur la réalisation des Objectifs du Millénaire pour le Développement, signée par 79 pays, et qui mentionne le projet de taxe sur les billets d'avion.
- 23 novembre 2005 : le projet de loi de finances rectificative pour 2005 proposé à l'Assemblée nationale contient en article 18 la proposition d'une taxe de solidarité sur les billets d'avion, discuté par les députés le 8 décembre.
- 22 décembre 2005 : adoption du texte de loi.
- 30 décembre 2005 : publication de la loi n° 2005-1720 de finances rectificative pour 2005 dans laquelle la taxe se trouve à l'article 22.
- 28 février - 1er mars 2006 : conférence de Paris sur les financements innovants du développement, présentation d'Unitaid.
- 2 juin 2006 : lancement officiel d'Unitaid à New York lors de la conférence de l'ONU sur le sida à l'initiative de cinq pays : la France, le Brésil, le Chili, la Norvège et le Royaume-Uni[6]
- Juin 2006 : grâce à un partenariat avec la FIFA, au début de chaque match de la Coupe du monde de football, les capitaines s'échangent deux ballons marqués du logo Unitaid.
- 1er juillet 2006 : mise en place de la taxe sur les billets d'avion en France ; 17 autres pays engagés à prendre une décision similaire.
- 3 mars 2007 : Philippe Douste-Blazy, ancien ministre français des Affaires étrangères, est nommé président d'Unitaid pour une période de deux ans.
- 8 mai 2007 : la Fondation Clinton, en partenariat avec Unitaid, obtient une baisse du prix des traitements contre le sida de 25 à 50 % dans 66 pays.
- 2019 : Marisol Touraine, ancienne ministre de la santé, est nommée présidente d'Unitaid[7].
- 2021 : Unitaid conclut un accord avec Viatris pour permettre une réduction de 50% du prix des auto-tests de dépistage du VIH. Ce nouveau test coûtera 2 dollars et sera disponible dans 135 pays[8],[9],[10].

## Pays participants
Sur 95 pays présents à la conférence de Paris, 30 sont devenus membres et se sont engagés à instaurer une taxe sur les billets d'avion :
| - Afrique du Sud - Algérie - Brésil - Cameroun - République centrafricaine - Chili - Chypre - République du Congo - Corée du Sud - Côte d'Ivoire | - Espagne - France - Gabon - Guinée - Guinée-Bissau - Liberia - Luxembourg - Madagascar - Mali - Maroc | - Maurice - Mauritanie - Namibie - Nicaragua - Niger - Norvège - Royaume-Uni - Sao Tomé-et-Principe - Sénégal - Togo |

25 autres pays ont choisi de ne pas imposer l'impôt mais ont promis d'y contribuer, dont notamment :
- Allemagne
- Mexique
- Inde
- Belgique
- Autriche